# 29e Screen Actors Guild Awards
De 29e Screen Actors Guild Awards, waarbij prijzen werden uitgereikt voor uitstekende acteerprestaties in film en televisie voor het jaar 2022, gekozen door de leden van SAG-AFTRA, vonden plaats op 26 februari 2023 in het Fairmont Century Plaza in Los Angeles. De nominaties werden bekendgemaakt op 11 januari door Ashley Park en Haley Lu Richardson. De uitreiking werd uitgezonden via het YouTube-kanaal van Netflix. De prijs voor de volledige carrière werd toegekend aan Sally Field.

## Film
De winnaars staan bovenaan in vet lettertype.

#### Cast in een film
Outstanding Performance by a Cast in a Motion Picture
- Everything Everywhere All at Once
  - Babylon
  - The Banshees of Inisherin
  - The Fabelmans
  - Women Talking

#### Mannelijke acteur in een hoofdrol
Outstanding Performance by a Male Actor in a Leading Role
- Brendan Fraser - The Whale
  - Austin Butler - Elvis
  - Colin Farrell - The Banshees of Inisherin
  - Bill Nighy - Living
  - Adam Sandler - Hustle

#### Vrouwelijke acteur in een hoofdrol
Outstanding Performance by a Female Actor in a Leading Role
- Michelle Yeoh - Everything Everywhere All at Once
  - Cate Blanchett - Tár
  - Viola Davis - The Woman King
  - Ana de Armas - Blonde
  - Danielle Deadwyler - Till

#### Mannelijke acteur in een bijrol
Outstanding Performance by a Male Actor in a Supporting Role
- Ke Huy Quan - Everything Everywhere All at Once
  - Paul Dano - The Fabelmans
  - Brendan Gleeson - The Banshees of Inisherin
  - Barry Keoghan - The Banshees of Inisherin
  - Eddie Redmayne - The Good Nurse

#### Vrouwelijke acteur in een bijrol
Outstanding Performance by a Female Actor in a Supporting Role
- Jamie Lee Curtis - Everything Everywhere All at Once
  - Angela Bassett - Black Panther: Wakanda Forever
  - Hong Chau - The Whale
  - Kerry Condon - The Banshees of Inisherin
  - Stephanie Hsu - Everything Everywhere All at Once

#### Stuntteam in een film
Outstanding Performance by a Stunt Ensemble in a Motion Picture
- Top Gun: Maverick
  - Avatar: The Way of Water
  - The Batman
  - Black Panther: Wakanda Forever
  - The Woman King

## Televisie
De winnaars staan bovenaan in vet lettertype.

#### Ensemble in een dramaserie
Outstanding Performance by an Ensemble in a Drama Series
- The White Lotus
  - Better Call Saul
  - The Crown
  - Ozark
  - Severance

#### Mannelijke acteur in een dramaserie
Outstanding Performance by a Male Actor in a Drama Series
- Jason Bateman - Ozark
  - Jonathan Banks - Better Call Saul
  - Jeff Bridges - The Old Man
  - Bob Odenkirk - Better Call Saul
  - Adam Scott - Severance

#### Vrouwelijke acteur in een dramaserie
Outstanding Performance by a Female Actor in a Drama Series
- Jennifer Coolidge - The White Lotus
  - Elizabeth Debicki - The Crown
  - Julia Garner - Ozark
  - Laura Linney - Ozark
  - Zendaya - Euphoria

#### Ensemble in een komedieserie
Outstanding Performance by an Ensemble in a Comedy Series
- Abott Elementary
  - Barry
  - The Bear
  - Hacks
  - Only Murders in the Building

#### Mannelijke acteur in een komedieserie
Outstanding Performance by a Male Actor in a Comedy Series
- Jeremy Allen White - The Bear
  - Anthony Carrigan - Barry
  - Bill Hader - Barry
  - Steve Martin - Only Murders in the Building
  - Martin Short - Only Murders in the Building

#### Vrouwelijke acteur in een komedieserie
Outstanding Performance by a Female Actor in a Comedy Series
- Jean Smart - Hacks
  - Christina Applegate - Dead to Me
  - Rachel Brosnahan - The Marvelous Mrs. Maisel
  - Quinta Brunson - Abbott Elementary
  - Jenna Ortega - Wednesday

#### Mannelijke acteur in een miniserie of televisiefilm
Outstanding Performance by a Male Actor in a Television Movie or Limited Series
- Sam Elliott - 1883
  - Steve Carell - The Patient
  - Taron Egerton - Black Bird
  - Paul Walter Hauser - Black Bird
  - Evan Peters - Dahmer – Monster: The Jeffrey Dahmer Story

#### Vrouwelijke acteur in een miniserie of televisiefilm
Outstanding Performance by a Female Actor in a Television Movie or Limited Series
- Jessica Chastain - George & Tammy
  - Emily Blunt - The English
  - Julia Garner - Inventing Anna
  - Niecy Nash-Betts - Dahmer – Monster: The Jeffrey Dahmer Story
  - Amanda Seyfried - The Dropout

#### Stuntteam in een televisieserie
Outstanding Performance by a Stunt Ensemble in a Television Series
- Stranger Things
  - Andor
  - The Boys
  - House of the Dragon
  - The Lord of the Rings: The Rings of Power